# Riddarens dröm
Riddarens dröm är en oljemålning av den italienske renässanskonstnären Rafael. Den målades omkring 1504 och ingår sedan 1847 i samlingarna på National Gallery i London. 
Riddarens dröm är ett tidigt verk av Rafael, troligen utfört i början av hans florentinska period då han var i tjänst hos Pietro Perugino (1504–1508). Den tros utgöra ett par tillsammans med De tre gracerna som även den är kvadratisk till formen och i samma storlek. Konstvetare har antagit att Riddarens dröm är baserad på Silius Italicus episka dikt Punia; där återges en episod om den romerske härföraren Scipio Africanus som i en dröm tvingades välja mellan dygd – här skildrad som Minerva utrustad med svärd och en bok – och nöje, som här skildras som Venus. Riddaren valde då dygden och i den andra tavlan belönas han av de tre gracerna med Hesperidernas gyllene äpplen. 